# William Moseley
William Peter Moseley (Sheepscombe, 27 aprile 1987) è un attore britannico, noto soprattutto per aver recitato nella parte di Peter Pevensie nei film Le cronache di Narnia - Il leone, la strega e l'armadio, Le cronache di Narnia - Il principe Caspian e Le cronache di Narnia - Il viaggio del veliero e per il ruolo del principe Liam nella serie televisiva The Royals.

## Biografia
William, figlio del fotografo Peter Moseley e Julie Fleming, è il maggiore di due fratelli. Voleva diventare attore sin da quando aveva 8 anni, e proprio a questa età debutta nel cinema, nel 1995, interpretando George Washington De Lafayette nel film Jefferson in Paris diretto da James Ivory. Nel 1998 inoltre interpreterà un ruolo secondario nella serie Cider with Rosie. Nel 2002 partecipa alla serie televisiva Goodbye Mr. Chips nel ruolo di Forrester.
Il grande salto lo compie nel 2005 diventando celebre dopo aver ottenuto la parte di Peter Pevensie in Le cronache di Narnia - Il leone, la strega e l'armadio. Nell'autunno del 2006 William si è trasferito a New York per diverse settimane a studiare recitazione con Sheila Gray, dove si è allenato nella celebre palestra Gleeson di Brooklyn, preparandosi per le riprese di Le cronache di Narnia - Il principe Caspian, in cui riprende il ruolo del Re Supremo di Narnia, che ritorna nella terra incantata con i suoi tre fratelli per aiutare il giovane principe a salvare Narnia dalla tirannia del malvagio Miraz. È presente anche in alcun spezzoni di Le cronache di Narnia - Il viaggio del Veliero.
William ha ottenuto il suo primo ruolo di protagonista al cinema proprio nel primo film della saga, grazie al quale ha ottenuto delle candidature ai Saturn e ai Young Artist Awards. È stato notato per la prima volta dalla responsabile del casting Pippa Hall, quando William era ancora alle scuole medie, mentre stava scegliendo gli attori per il film televisivo inglese del 1998 Cider with Rosie, basato sulle memorie d'infanzia di Laurie Lee a Cotswold Valley.
Nel 2010 The Hollywood Reporter ha annunciato la presenza dell'attore nel film drammatico A Great Education di Christopher Keyser, la cui uscita - più volte ritardata - è prevista per una data imprecisata tra il 2011 e il 2013. Dal 2015 è protagonista della serie TV The Royals, per la quale recita nei panni del principe Liam; l'anno dopo, affiancato da attori come Alycia Debnam-Carey, entra nel cast del thriller Friend Request - La morte ha il tuo profilo.

## Filmografia

### Cinema
- Jefferson in Paris, regia di James Ivory (1995)
- Le cronache di Narnia - Il leone, la strega e l'armadio (The Chronicles of Narnia: The Lion, the Witch and the Wardrobe), regia di Andrew Adamson (2005)
- Le cronache di Narnia - Il principe Caspian (The Chronicles of Narnia: Prince Caspian), regia di Andrew Adamson (2008)
- Le cronache di Narnia - Il viaggio del veliero (The Chronicles of Narnia: The Voyage of the Dawn Treader), regia di Michael Apted (2010)
- Run, regia di Simone Bartesaghi (2013)
- Of Corset's Mine, regia di Jason Connery (2013)
- La montagna silenziosa (The Silent Mountain), regia di Ernst Gossner (2014)
- Margarita, with a Straw, regia di Shonali Bose e Nilesh Maniyar (2014)
- Friend Request - La morte ha il tuo profilo (Unfriend), regia di Simon Verhoeven (2016)
- Carrie Pilby, regia di Susan Johnson (2016)
- The Veil - La rivincita di un guerriero (The Veil), regia di Brent Ryan Green (2017)
- La sirenetta - The Little Mermaid (The Little Mermaid), regia di Chris Bouchard e Blake Harris (2018)
- In Like Flynn, regia di Russell Mulcahy (2018)
- The Courier, regia di Zackary Adler (2019)
- Artemis Fowl, regia di Kenneth Branagh (2020)
- Saving Paradise, regia di Jay Silverman (2021)
- Land of Dreams, regia di Shirin Neshat e Shoja Azari (2021)
- Medieval, regia di Petr Jákl (2022)
- On the Line, regia di Romuald Boulanger (2022)

### Televisione
- Cider with Rosie, regia di Charles Beeson - film TV (1998)
- Goodbye, Mr Chips, regia di Stuart Orme - film TV (2002)
- Perception - serie TV, episodio 1x8 (2011)
- The Selection, regia di Mark Piznarski - film TV (2012)
- The Royals – serie TV, 40 episodi, 4 stagioni (2015 - 2018)
- Mia dolce Audrina (My Sweet Audrina), regia di Mike Rohl - film TV (2016)

### Cortometraggi
- Don Cheadle Is Captain Planet, regia di Nick Corirossi e Charles Ingram (2011)
- Partition, regia di Myles Lam (2012)
- The Stowaway, regia di Rpin Suwannath (2014)
- The Stranger, regia di Daisy Moseley (2016)

## Doppiatori italiani
Nelle versioni in italiano delle opere in cui ha recitato, William Moseley è stato doppiato da:
- Flavio Aquilone in Le cronache di Narnia - Il leone, la strega e l'armadio, Le cronache di Narnia - Il principe Caspian, Le cronache di Narnia - Il viaggio del veliero, The Royals, Mia dolce Audrina, La sirenetta - The Little Mermaid, On the Line
- Andrea Oldani in Medieval, Le avventure di Errol Flynn
- Davide Albano in Perception
- Luca Mannocci in Friend Request - La morte ha il tuo profilo
- Massimo Triggiani in The Courier
- Daniele Di Matteo in Carrie Pilby